# 千葉市立幕張西中学校
千葉市立幕張西中学校（ちばしりつ まくはりにしちゅうがっこう）は、千葉市美浜区幕張西二丁目にある公立中学校。

## 沿革
- 1974年（昭和49年） - 開校[3]。

## 学校教育目標
参照：

### 校訓
- 向上心

### 学校教育目標
- 思いやりがあり　健全で　よく学ぶ生徒

## 部活動
参照：

### 運動部
- 野球部（男・女）
- 陸上競技部（男・女）
- サッカー部（男・女）
- バスケットボール部（男・女）
- 卓球部（男・女)
- ハンドボール部（男・女）
- ソフトボール部（女）
- ソフトテニス部（女）
- バレーボール部（女）
- 特設水泳部
- 特設器械体操部
- 特設新体操部

### 文化部
- 吹奏楽部（男・女）
- 美術部（男・女）
- パソコン同好会（男・女）
- 囲碁・将棋同好会（男・女）

## 周辺施設
- 千葉市立幕張西小学校
- イオンタウン幕張西
- 千葉運転免許センター

## 著名な出身者
- 菅澤優衣香（女子サッカー選手） - 平成17年度卒業
- 萱和磨（体操競技選手） - 平成23年度卒業
- 窪田幸太（パラ競泳選手） - 平成26年度卒業